# كاريل ريتشارد ريختر
كاريل ريتشارد ريختر (بالألمانية: Karel Richard Richter) هو جاسوس ألماني، ولد في 29 يناير 1912 في Kraslice ‏ في التشيك، وتوفي في 10 ديسمبر 1941 في HM Prison Wandsworth ‏ في المملكة المتحدة بسبب شنق.